# Jacquet d'Arras
Jacquet d'Arras (Giachetto en italien) est un tapissier du XVe siècle actif entre 1441 et 1458, notamment à Sienne.

## Vie et œuvre
On ne sait rien sur les premières années de cet artisan. Arras est au XVe siècle la capitale européenne de la tapisserie. L'anglais adopte d'ailleurs le mot arras, l'italien arazzo, pour désigner une tenture murale. Les artisans de cette ville sont alors très demandés à travers l'Europe. 
Maître tapissier originaire d'Arras, Jacquet quitte le nord à la demande de riches mécènes. En 1442, la ville de Sienne lui demande de venir s'installer dans ses murs en échange d'une franchise d'impôts et d'un salaire annuel de 50 florins. Il devra ouvrir un atelier dans la ville, avec deux métiers à tisser, et se charger de la formation d'apprentis tisserands et teinturiers. Les livres de comptes de la ville attestent de sa présence à Sienne en 1447; il lui est passé commande d'une œuvre qui reproduit les fresques du Bon gouvernement, de la Paix et de la Guerre d'Ambrogio Lorenzetti qui décorent le Palazzo Pubblico. Ces tapisseries ont disparu lors du passage des troupes napoléoniennes en 1809. Il a également travaillé pour le roi d'Aragon Alphonse V, à Barcelone. En 1451, on trouve trace d'un M° Giachetto di Benedetto d'Arazo  dans le livre de compte du pape  Nicolas V, qui le 4 août lui verse un acompte de 255 ducats pour une tapisserie représentant la vie de Saint Pierre, et à nouveau 240 florins le 31 décembre.